# تياغو نونيز
تياغو نونيز (بالبرتغالية: Tiago Retzlaff Nunes‏) هو مدرب كرة قدم برازيلي، ولد في 15 فبراير 1980 في سانتا ماريا، ريو غراندي دو سول في البرازيل.

## وصلات خارجية
- تياغو نونيز على موقع قاعدة بيانات كرة القدم.إي يو (الإنجليزية)
- تياغو نونيز على موقع Soccerway.com (الإنجليزية)